# Silk Electric
Silk Electric es un álbum de la cantante Diana Ross lanzado en 1982 por el sello RCA. El álbum es más notable por su icónica carátula diseñada por Andy Warhol y por el sencillo Top 10 "Muscles", por el cual fue nominada a un Grammy. Es el segundo álbum producido completamente por la cantante, a excepción de la canción mencionada que fue escrita y producida por Michael Jackson. El álbum fue certificado Oro por la RIAA por ventas superiores a las 500 000 copias en los Estados Unidos solamente, y las ventas aproximadas se estiman en 800 000 copias.
Los otros sencillos del álbum fueron "So Close" y "Who", los cuales tuvieron menos éxito que su antecesor.

## Crítica
- Allmusic
- Rolling Stone

## Lista de canciones

### Lado A
| N.º | Título               | Escritor(es)                       | Duración |  |
| 1.  | «Muscles»            | Michael Jackson                    | 4:36     |  |
| 2.  | «So Close»           | Diana Ross, Bill Wray, Rob Mounsey | 4:12     |  |
| 3.  | «Still in Love»      | Randy Handley                      | 4:06     |  |
| 4.  | «Fool for Your Love» | Diana Ross, Bill Wray, Ray Chew    | 3:47     |  |
| 5.  | «Turn Me Over»       | Diana Ross, Steve Goldstein        | 1:10     |  |

### Lado B
| N.º | Título                | Escritor(es)                               | Duración |  |
| 6.  | «Who»                 | Barry Blue, Rod Bowkett                    | 3:45     |  |
| 7.  | «Love Lies»           | Allan Chapman, Michael Hanna               | 4:05     |  |
| 8.  | «In Your Arms»        | Linda Creed, Michael Masser                | 3:30     |  |
| 9.  | «Anywhere You Run To» | David Roberts                              | 3:30     |  |
| 10. | «I Am Me»             | Diana Ross, Freddie Gorman, Janie Bradford | 3:50     |  |

## Listas y certificaciones
- Estados Unidos
  - #27 Billboard 200
  - #5 Top R&B Albums
  - Certificación de Oro por la RIAA

- Países Bajos
  - #14 Albums Top 100

- Reino Unido
  - #33 UK Albums Chart
  - Certificación de Plata por la BPI

- Datos: Q1583442